# Hexameter
A hexameter a klasszikus eposzi költészet versmértéke, amely hat verslábból áll. (A megnevezés szó szerinti fordítása hat mérték.) Általános ismérve, hogy az utolsó versláb spondeus és az utolsó előtti daktilus, ettől csak nagyon ritka esetben térnek el; a többi versláb szabadon változhat. A hat versláb általában daktilus ( – υ υ ), az utolsó versláb hiányos azaz katalektikus. Bármelyik daktilust lehet spondeussal ( – – ) helyettesíteni, habár az ötödik versláb esetében ez elég ritka. Ha az ötödik versláb spondeus, akkor az ilyen hexametert latinul versus spondiacusnak illetve görögül spondeiazonnak nevezik. A csupa spondeusból álló hexameter gyakorlatilag nem fordul elő, de a tiszta daktilusból álló is elég ritka. A hexameternek különféle variánsai alakultak ki, megjelent például a jambus az első négy verslábban. Az utolsó versláb lehetett trocheus is ( – υ ). A hexameter képlete: 

## Az ókori irodalomban
A hexameter első előfordulásai az epikában az Iliasz és az Odüsszeia, valamint Hésziodosz Theogónia és Munkák és napok című művei. Ennius óta a hexameter a római irodalomban is megjelent: ebben írta Vergilius az Aeneist, Ovidius a Metamorphosest (Átváltozások), de ez a formája Lucretius De rerum natura című tankölteményének, Horatius Sermonesének és Vergilius Bucolicájának és Georgicájának is.

## Az európai és a magyar irodalomban
A hexameter a keresztény középkorban és a nyugat-európai versformák kialakulásának korában is tovább élt. Bár a latin mértékes hexameter a középkor későbbi századaiban is mindvégig kedvelt sorfajta maradt, a hangsúly és a rím szerepe a költészetben mind jobban előtérbe került.
A 16. századtól kezdve szinte mindenütt megkísérlik a hexameter nemzeti nyelvre való átültetését. A német nyelvben Klopstock Messiásának megjelenésétől válik reprezentatív epikai sorfajtává. Angol és francia nyelven csak mérsékelt sikerrel tudták átültetni. A magyar irodalomban ebben a korszakban Sylvester János már mesterien alkalmazza a hexametert.
A 18. században többen is kísérletet tettek rá, hogy a honfoglalást nagyeposz formájában örökítsék meg. Ráday Gedeon, Virág Benedek és Csokonai eposzkísérletei azonban töredékek maradtak, így nem is váltottak ki nagyobb visszhangot. Vörösmarty Mihály epikus költeménye, a Zalán futása megjelenése előtt azonban már találunk a műfaji kritériumoknak megfelelő szöveget. Ilyen Aranyosrákosi Székely Sándor A székelyek Erdélyben című négyénekes eposza, amely már mintául szolgálhatott Vörösmarty művéhez.
A hexametert nemcsak hősi eposz megalkotására használták szívesen a reformkori alkotók. Fazekas Mihály a Lúdas Matyit hexameterben írta, s ugyanígy megtartja az eposz metrikus formáját Petőfi Sándor A helység kalapácsa című vígeposzában.
A 20. század magyar irodalmában is számos példát találhatunk a hexameter használatára. Legismertebbek közé tartoznak Radnóti Miklós eklógái, de Babits Mihálynál vagy József Attilánál is megtalálhatjuk ezt az archaikus versformát.

## Idézetek
Vörösmarty Mihály: Zalán futása
Ekkor előveszi szép kürtét Lehel, és belefúván

Vékony hangot ereszt torkából, mely az üreglő

Csontot megjárván harsány hatalommal ömöl ki
Fazekas Mihály: Lúdas Matyi
Rója fel e kapu félfájára, hogy el ne felejtse:

Háromszor veri ezt kenden Lúdas Matyi vissza!`
Petőfi Sándor: A helység kalapácsa
Erzsók asszonyom ékes,

Holdkerek arculatán, – hol még csak

Ötvenöt év lakozik, –

Örökös hajnalnak

Pirja dereng.
Radnóti Miklós: Első ecloga
Írok azért, s úgy élek e kerge világ közepén, mint

ott az a tölgy él; tudja kivágják, s rajta fehérlik

bár a kereszt, mely jelzi, hogy arra fog irtani holnap

már a favágó, – várja, de addig is új levelet hajt.
József Attila:
Két hexameter
Mért legyek én tisztességes? Kiterítenek úgyis!

Mért ne legyek tisztességes! Kiterítenek úgyis.
Hexaméterek
Roskad a kásás hó, cseperészget a bádogeresz már,

Elfeketült kupacokban a jég elalél, tovatűnik,

Buggyan a lé, a csatorna felé fodorul, csereg, árad.

Illan a könnyü derű, belereszket az égi magasság

S boldog vágy veti ingét pírral a reggeli tájra.
Látod, mennyire félve-ocsúdva szeretlek, Flóra!

E csepegő szép olvadozásban a gyászt a szivemről

Mint sebről a kötést, te leoldtad- újra bizsergek.

Szól örökös neved árja, törékeny báju verőfény,

És beleborzongok, látván, hogy nélküled éltem.
Homérosz: Iliasz (részlet: Hektor halála)
Annak a testét meg végig betakarta a szép vért,

mit Patroklosz hőserejét leteperve, elorzott.

Csak hol a vállperec elkülöníti a vállat a nyaktól,

torka maradt szabadon, hol a leghamarabb vesz a lélek:

ebbe ütötte a lándzsáját a heves nagy Akhilleusz;

gyönge nyakán másoldalt jött ki a dárdahegy újra:

gégéjét a nehéz érc mégsem vágta keresztül,

hogy nagy Akhilleuszhoz tudjon még szólni szavával.